# Bhaluka Upazila
Bhaluka Upazila är ett underdistrikt i Bangladesh. Det ligger i den centrala delen av landet, 70 kilometer norr om huvudstaden Dhaka.
Trakten runt Bhaluka Upazila består till största delen av jordbruksmark. Runt Bhaluka Upazila är det tätbefolkat, med 762 invånare per kvadratkilometer.